# Varina Anne Davis

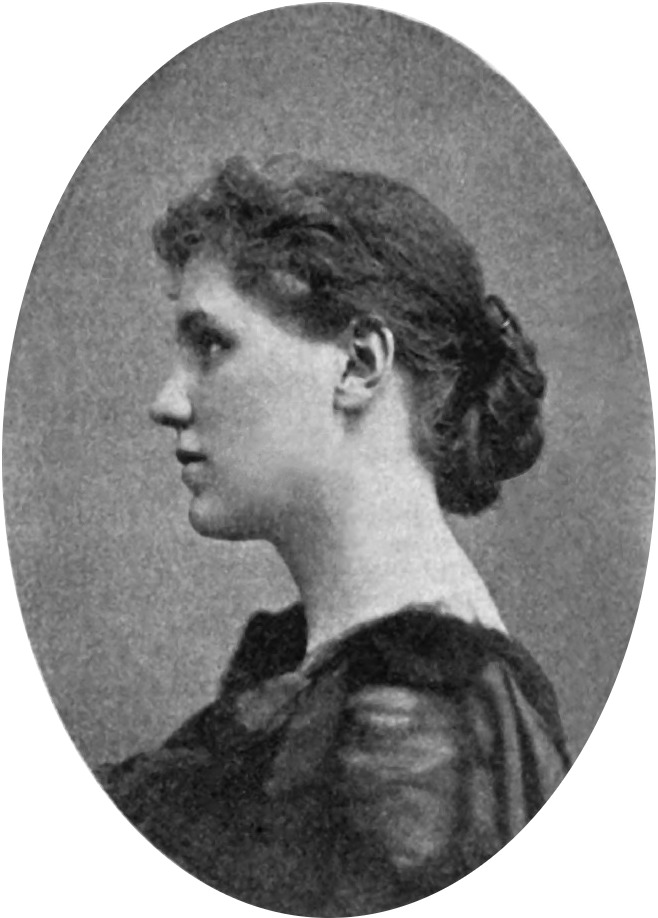
Winnie Davis (1898)

Varina Anne „Winnie“ Davis (geboren am 27. Juni 1864 in Richmond, Virginia; gestorben am 18. September 1898 in Narragansett Pier, Rhode Island) war eine amerikanische Schriftstellerin und Künstlerin. Als jüngste Tochter des Präsidenten der Konföderierten Staaten von Amerika, Jefferson Davis,  wurde sie nach Ende des Bürgerkriegs von Sympathisanten zur „Tochter der Konföderation“ stilisiert.

## Kindheit
Varina Anne Davis kam ein Jahr vor Ende des Amerikanischen Bürgerkriegs im Weißen Haus der Konföderierten Staaten von Amerika als zweite Tochter und sechstes Kind von Varina Banks Howell Davis und Präsident Jefferson Finis Davis zur Welt. Als einziges der Kinder durfte sie gemeinsam mit ihrer Mutter den Vater während seiner zweijährigen Gefangenschaft in Fort Monroe besuchen.
Die „Winnie“ gerufene Varina wurde in Heimunterricht von ihrer Mutter erzogen und begleitete die Eltern auf deren Reisen. Die kränkliche Winnie wurde 1876 als Zwölfjährige in Karlsruhe vom renommierten und international geprägten „Institut Friedländer“ als Schülerin aufgenommen. Sie verbrachte fünf Jahre im Deutschen Reich und kehrte nach einem Aufenthalt in Paris in die USA zurück. Es wurde berichtet, dass sie seither einen deutschen Akzent hatte.

## Künstlerleben und Tod
Davis verbrachte die 1880er-Jahre im Elternhaus in Biloxi, Mississippi. Sie betätigte sich, wie auch ihre Mutter, als Malerin, Musikerin und Schriftstellerin und veröffentlichte unter dem Namen Varina Anne Jefferson Davis neben Zeitschriftenartikeln und drei Romanen auch eine autobiographische Monographie, in der sie es als Dummheit bezeichnete, amerikanische Kinder zur Ausbildung nach Europa zu schicken.
An der Seite ihres alternden Vaters hielt sie Reden und übernahm sukzessive seine Repräsentationsaufgaben. Bei einer Begegnung mit dem Gouverneur von Georgia, John B. Gordon, in Atlanta wurde sie 1886 als „Tochter der Konföderation“ bezeichnet. Durch den anhaftenden Titel wurde sie zu einer Ikone von Südstaaten-Veteranen.
Sie ging eine Beziehung zu dem New Yorker Anwalt Alfred C. Wilkinson ein, die fünf Jahre dauerte. Bei Bekanntgabe ihrer Verlobung 1890 – nach dem Tod ihres Vaters – erging ein öffentlicher Protest in den Südstaaten. Die Verlobung wurde aufgelöst. 1891 zog Davis gemeinsam mit ihrer Mutter nach New York City.
Sie starb 1898 im Alter von 34 Jahren an Malaria, die sie sich bei einem Besuch in Rhode Island zugezogen hatte. Sie wurde – angesichts ihres Status in den Südstaaten – unter militärischen Ehren in Richmond neben dem Grab ihres Vaters beigesetzt. 1906 wurde ihre Mutter am selben Ort beerdigt.

## Bibliographie
- An Irish Knight of the Seventeenth Century, Roman, 1888
- Foreign Education for American Girls, Monographie, 1888
- The Veiled Doctor, Roman, 1895
- A Romance of Summer Seas, Roman, 1898